# دانگ‌فنگ پژو-سیتروئن
دانگ‌فنگ پژو سیتروئن (انگلیسی: Dongfeng Peugeot-Citroën) یک شرکت سرمایه‌گذاری مشترک میان دانگ‌فنگ و گروه پژو-سیتروئن است. این شرکت در استان هوبئی قرار دارد به تولید خودروهای پژو و سیتروئن در چین می‌پردازد. تولید خودروهای دی‌اس اتومبیلز توسط این شرکت انجام نمی‌شود و به چانگان موتورز واگذار شده‌است. محصولات دانگ‌فنگ فنگشن در کارخانه‌های مشترک با این شرکت تولید می‌شوند.
این شرکت در سال ۱۹۹۲ بنانهاده شد که دامنه گسترده‌ای از محصولات از جمله پژو ۵۰۸، سیتروئن سی۵، سیتروئن سی-تریومف، پژو ۳۰۱ و پژو ۳۰۸ را مونتاژ می‌کند. میزان تولیدات سالانه این شرکت در سال ۲۰۱۴ به ۷۱۹هزار دستگاه رسید.